# Стриженов Олександр Олегович
Олександр Олегович Стриженов (нар.. 6 червня 1969, Москва, РРФСР, СРСР) — радянський і російський актор, кінорежисер, сценарист і продюсер.

## Біографія
Народився 6 червня 1969 року в Москві, в сім'ї акторів Олега і Любові Стриженових (до шлюбу Ліфенцова, в першому шлюбі Землянікіна).
У 1990 році закінчив Школу-студію МХАТ (майстерня Олександра Калягіна).
У 1989—1991 роках працював в московському театрі «Школа сучасної п'єси». З 1991 року — актор театру Антона Чехова.
Прийнято вважати, що акторський дебют Олександра Стриженова відбувся в 1984 році у фільмі «Лідер», проте ще раніше він виходив на сцену МХАТ в дитячих ролях; знявся в телеспектаклях:
1. 1976 року — «Йдучи, озирнися…»;
2. 1982 рік — «Кілька крапель»[1].

Працює на телебаченні. У 1995 році працював ведучим програми «Кінематограф».
З січня 1997 по серпень 2005 року разом з дружиною був ведучим програм «Доброго ранку» і «Добрий день» (Дирекція ранкового телеканалу ОРТ / ВАТ «Перший канал»). Бере участь в журі фестивалю «Голосящий КіВіН». З 21 березня 2016 по 17 липня 2018 року був ведучим програми «Зірка на „Зірці“» по черзі з Леонідом Якубовичем.
З 7 листопада 2019 року — ведучий документального циклу «Легенди телебачення» на телеканалі «Зірка».
Фігурант бази даних центру «Миротворець»

## Особисте життя
- Батько — Олег Олександрович Стриженов (нар.. 1929), актор, народний артист СРСР (1988).
- Мати — Любов Василівна Стриженова (нар.. 1940), акторка, народна артистка РФ (1997).
- Дружина (з 1987 року) — Катерина Стриженова (нар.. 20.03.1968), акторка, телеведуча.

- Дочки: Анастасія Стриженова (нар.. 13.04.1988) та Олександра Стриженова (нар.. 19.12.2000).[5] Зять: Петро Грищенко. Онук Петро (нар.. 03. 04. 2018).

## Фільмографія

### Актор
1. 1976 — Йдучи, озирнися… (телеспектакль)
2. 1982 — Кілька крапель (телеспектакль)
3. 1984 — Лідер — Олег Хохлов
4. 1987 — Ляпас, якого не було
5. 1991 — Милий Еп — Комсорг
6. 1991 — Снайпер — Тімотео
7. 1992 — Дитина до листопада — моряк
8. 1993 — Ка-ка-ду
9. 1994 — Створення Адама — Олег
10. 1994 — Панове артисти — Іван
11. 2005 — Статський радник — Великий князь Симеон Олександрович
12. 2007 — Кохання-зітхання — адвокат Петро Аристархов
13. 2008 — Юленька — слідчий Борин
14. 2009 — Кішечка — Віктор Комаровський, новела «Шлюб за розрахунком»
15. 2011 — Моя шалена родина! — режисер рекламного ролика
16. 2010 — Самка — Ваня — снігова людина
17. 2012 — Соловей-Розбійник — Андрій Петрович Серенатов, генерал поліції
18. 2012 — Самогубці — міліціонер
19. 2012 — Собача робота — Валерій Самарський, олігарх
20. 2013 — Зозуленька — Віктор Андрійович Опоясов
21. 2014 — Таємниця чотирьох принцес — генерал
22. 2016 — П'яна фірма — Василь Апельсинів
23. 2018 — Російський Біс — батько Григорій

### Режисер
1. 2002 — Впасти вгору
2. 2005 — Від 180 і вище
3. 2007 — Кохання-зітхання
4. 2009 — Юленька
5. 2014 — Дідусь моєї мрії

### Сценарист
1. 2005 — Від 180 і вище
2. 2007 — Кохання-зітхання

### Кліпи
1. 2009 — Для неї (Зара)

### Нагороди
- Національна премія «Імперська культура» імені Едуарда Володіна (2016 р)
- Номінація «Драматургія» — за програми «Зірка на» Зірці «та» Десять фотографій ".